# Brittanniadok
Het Brittanniadok is een van de kleinere dokken in de Haven van Zeebrugge in West-Vlaanderen. Ten noorden van het Brittanniadok ligt het LNG-dok, ten zuiden ligt de Pierre Vandammesluis. Het dok wordt in het oosten begrensd door de Oosterdam en aan de westzijde door de Hermespier. In het dok monden ook het Leopoldkanaal en het Schipdonkkanaal uit.
Het Brittanniadok werd, toen de Haven van Zeebrugge midden jaren '70 sterk zeewaarts uitbreidde, gegraven als werkhaven voor de bouw van de twee grote, in zee uitstekende dammen (Oostdam en Westdam). Omstreeks 2011 werd het zuidoostelijk deel van het Brittanniadok gedempt, waardoor het dok nu in feite bestaat uit twee loodrecht op elkaar staande dokken met elk een lengte van ongeveer 500m en een breedte van zo'n 250m. Het Brittanniadok wordt voornamelijk gebruikt voor auto- en containertransport.